# Spilodiscus biplagiatus
Spilodiscus biplagiatus är en skalbaggsart som först beskrevs av J. E. Leconte 1845.  Spilodiscus biplagiatus ingår i släktet Spilodiscus och familjen stumpbaggar. Inga underarter finns listade i Catalogue of Life.